# Doha

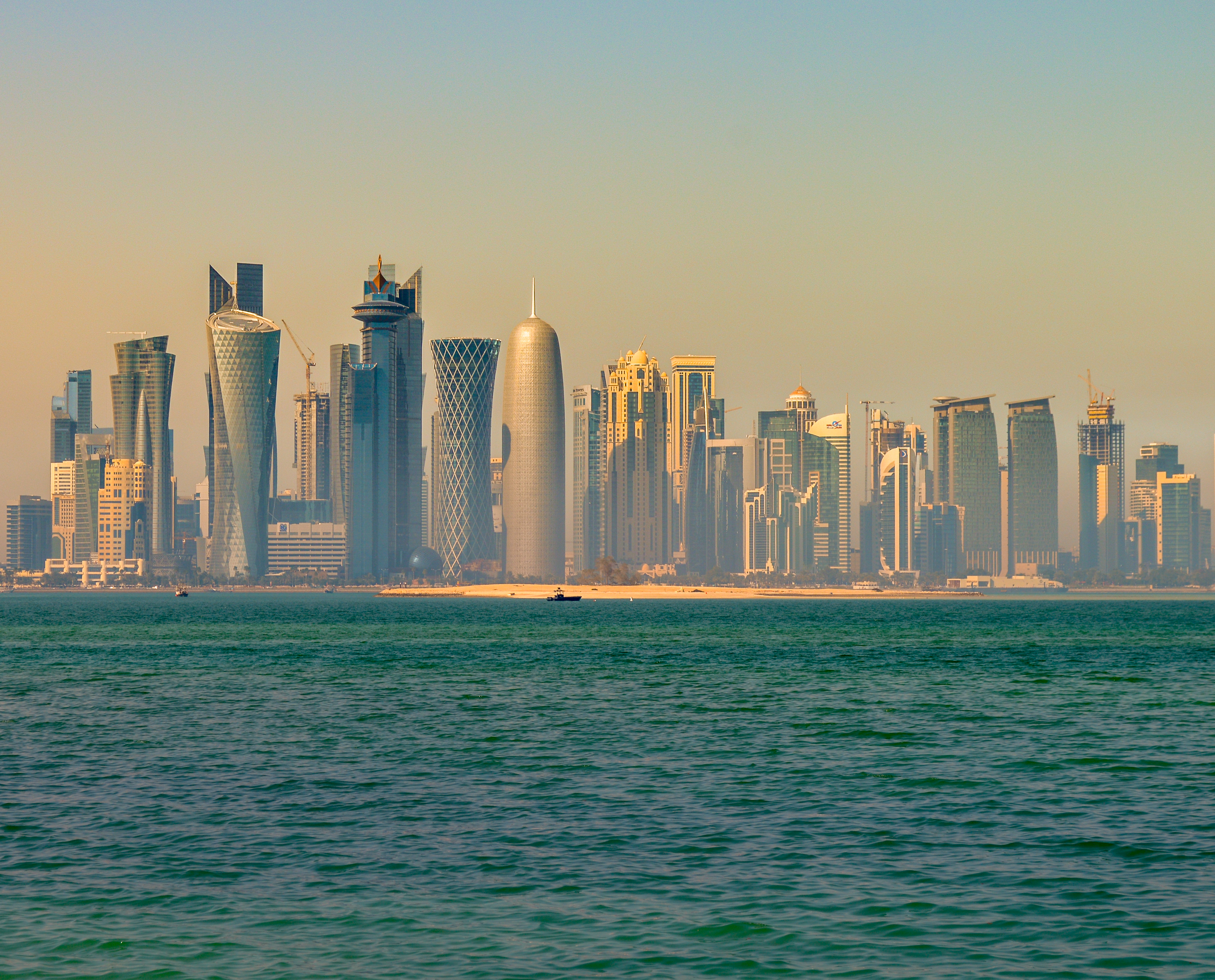
Skyline von Doha am Morgen, 2014

Doha ([ˈdoːħa], arabisch الدوحة ad-Dauha, DMG ad-Dauḥa, im Dialekt ad-Dōḥa, „die Bucht“) ist die Hauptstadt von Katar und liegt am Persischen Golf. Die Einwohnerzahl lag im Dezember 2020 bei rund 872.000. In der Agglomeration Dohas leben (Stand Dezember 2020) knapp 1,2 Millionen Menschen. Doha wächst mit der nur neun Kilometer entfernten Stadt Ar-Rayyan schnell zusammen. Die Stadt beherbergt den Hamad International Airport, wichtige Teile der Öl- und Fischereiindustrie sowie mit der „Education City“ ein Gebiet für Forschung und Bildung.

## Geschichte

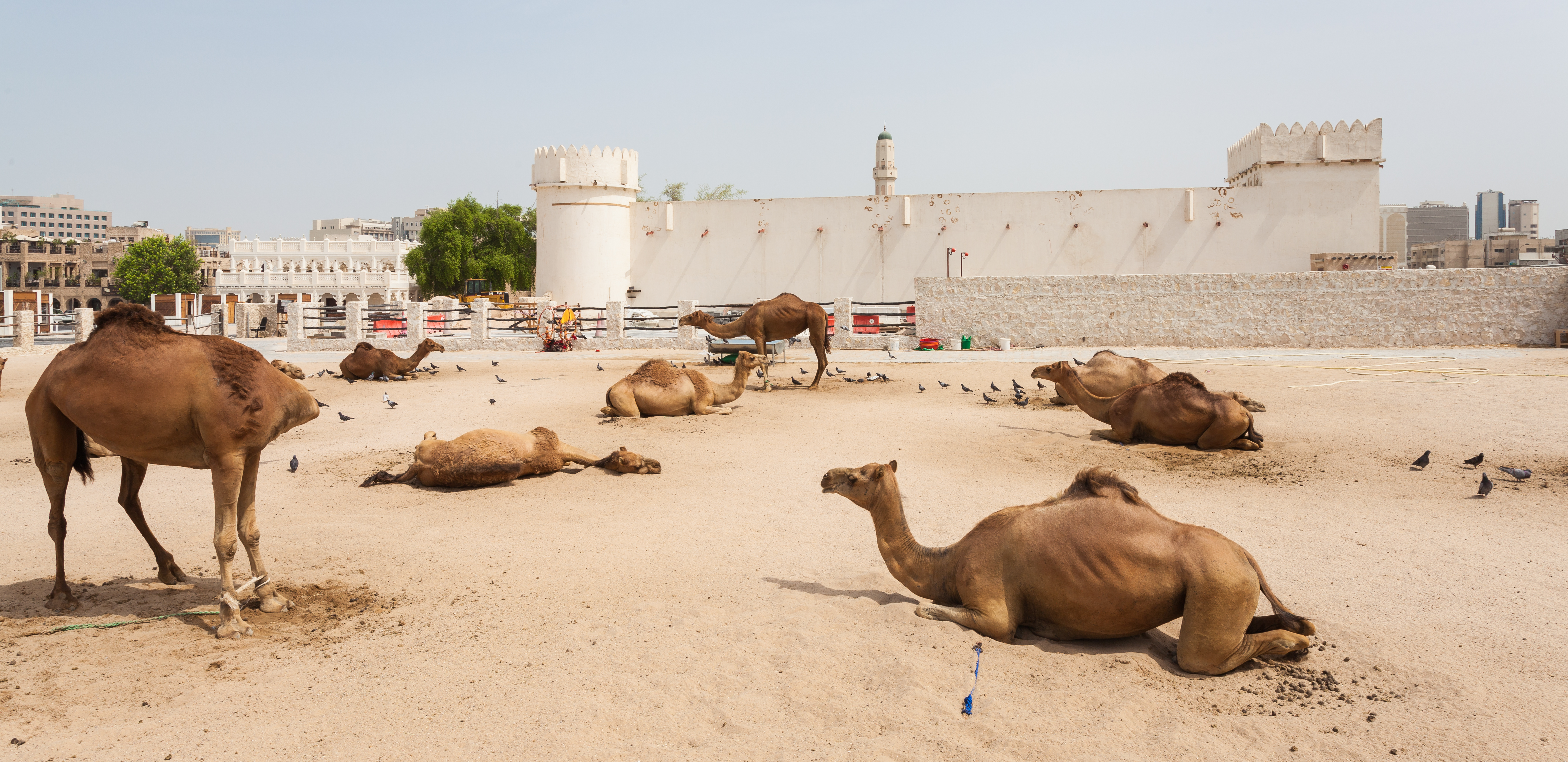
Dromedare neben Al Koot, einer alten Festung in der Innenstadt

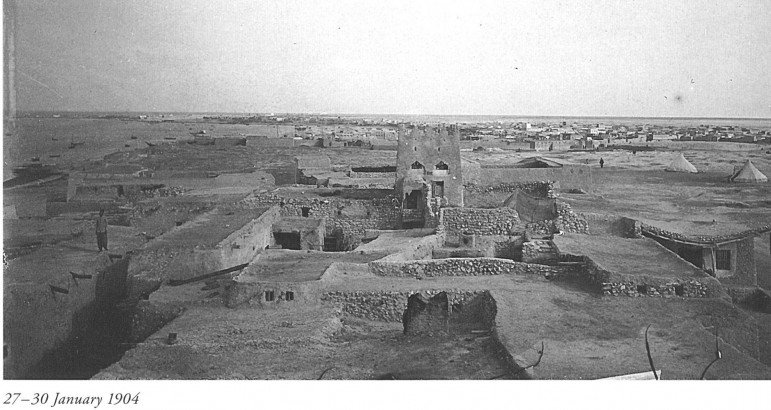
Doha im Januar 1904

Nachdem die karge Halbinsel wohl schon seit Jahrtausenden von nomadisierenden Beduinen durchzogen wurde, wurde erst im Jahr 1850 die Stadt Doha („Al-bida“) gegründet. Al-Wadschba, eine Festung im Südwesten Dohas, wurde 1882 von ar-Rayyan gebaut und war im folgenden Jahr Schauplatz einer Schlacht, in der die Bevölkerung Katars unter Scheich Qasim und der Führung der Briten das Osmanische Reich bekämpfte und den Grundstein zur späteren politischen Unabhängigkeit Katars legte.
Unter britischer Oberherrschaft wurde die Stadt 1916 Hauptstadt des Protektorates Katar und verblieb auch nach der Unabhängigkeit 1971 in dieser Funktion. Als äußeres Zeichen der gewonnenen Macht wurde 1917 im Zentrum der Stadt von Scheich Abdullah bin Qasim Al Thani die Festung al-Kut erbaut.
Die noch unter britischem Protektorat im Jahr 1949 begonnenen Ölexporte aus Doha begründeten den künftigen Wohlstand Katars. Der größte Teil der Investitionen fließt in die Hauptstadt, in dessen Metropolregion heute fast die Hälfte der katarischen Bevölkerung lebt. Das 1969 in Betrieb genommene Government House, Sitz der britischen Kolonialverwaltung, gilt heute als bekanntes Wahrzeichen Katars.

## Demographie
| März 1986 | März 1997 | März 2004 | April 2010 | April 2015 | Dezember 2020 |
| --------- | --------- | --------- | ---------- | ---------- | ------------- |
| 217.294   | 264.009   | 339.847   | 521.283    | 587.055    | 872.048       |

## Bildung, Kultur und Sport

### Universität
Die Universität von Katar in Doha, eine nördlich gelegene Campusuniversität, wurde 1973 eröffnet. Sie ist aus der älteren Pädagogischen Hochschule hervorgegangen. Die Ausbildung folgt angelsächsischen Mustern: In sechs Colleges und einer Medizinfakultät können Bachelor- und Mastergrade erworben werden. Eine Besonderheit dieser Universität ist, dass hier nebeneinander sowohl das westliche Rechtswesen als auch das islamische Recht (Scharia) und die entsprechenden islamischen Studien betrieben werden können. Mit etwa 73 % der 7660 Studenten im Wintersemester 2005/06 hatte die Universität einen hohen Frauenanteil. Außerdem haben sechs ausländische Universitäten (z. B. Carnegie Mellon) kleinere „Ableger“ vor Ort eingerichtet. Besonders hier findet ein reger Austausch von Studenten, Postgraduierten und Dozenten statt, sodass sich das einst unbedeutende und abgelegene Doha in die Standorte mit internationaler wissenschaftlicher Sichtbarkeit eingereiht hat.
Die Stadt verfügt über weitere Hochschuleinrichtungen wie die HEC Paris in Qatar.

### Fernsehen
Der in alle arabischen Länder ausstrahlende Fernsehsender Al Jazeera sendet seit 1996 aus seinen Hauptstudios in Doha. Seit März 2011 strahlt von hier auch der Sender der libyschen Opposition Libya TV sein Programm aus.

### Sport
Seit 1998 wird das Qatar Masters, ein internationales Golfturnier, auf der Anlage des Doha Golf Club ausgetragen. Im Dezember 2006 war die Stadt Gastgeberin der 15. Asienspiele. Für diese internationale Großveranstaltung wurde eigens ein etwa 200 Hektar großes Sportgelände mit Stadien, überdachter Großhalle, Eissporthalle usw. errichtet. Als Erkennungszeichen leuchtete die olympische Fackel im 318 m hohen Aspire Tower. Nach dem guten Eindruck der Asienspiele bewarb sich Doha für die Ausrichtung der Olympischen Spiele 2016, wurde jedoch nicht zum offiziellen Kandidaten des Internationalen Olympischen Komitees erklärt. Desgleichen geschah mit der Bewerbung um die Ausrichtung der Olympischen Spiele 2020: Das Klima in Katar gilt im Sommer als zu heiß; eine Verschiebung der Wettkämpfe in den Herbst passt nicht in den Zeitplan der meisten Mannschaftssportarten, da dann die nationalen Ligen ihre Spieltätigkeit aufnehmen. Die Fußball-Weltmeisterschaft 2022 wurde in Katar im Winter ausgetragen, in der Hauptstadt Doha fanden in sechs klimatisierten Stadien zahlreiche Spiele statt.
Des Weiteren war Doha Austragungsort der Kurzbahnweltmeisterschaften 2014 im Schwimmen, der Treppenlauf-Weltmeisterschaft 2015 im Aspire Tower, der Handball-Weltmeisterschaft der Männer 2015, der UCI-Straßen-Weltmeisterschaften 2016, der Turn-Weltmeisterschaften 2018 und der Leichtathletik-Weltmeisterschaften 2019.

### Religiöse Einrichtungen

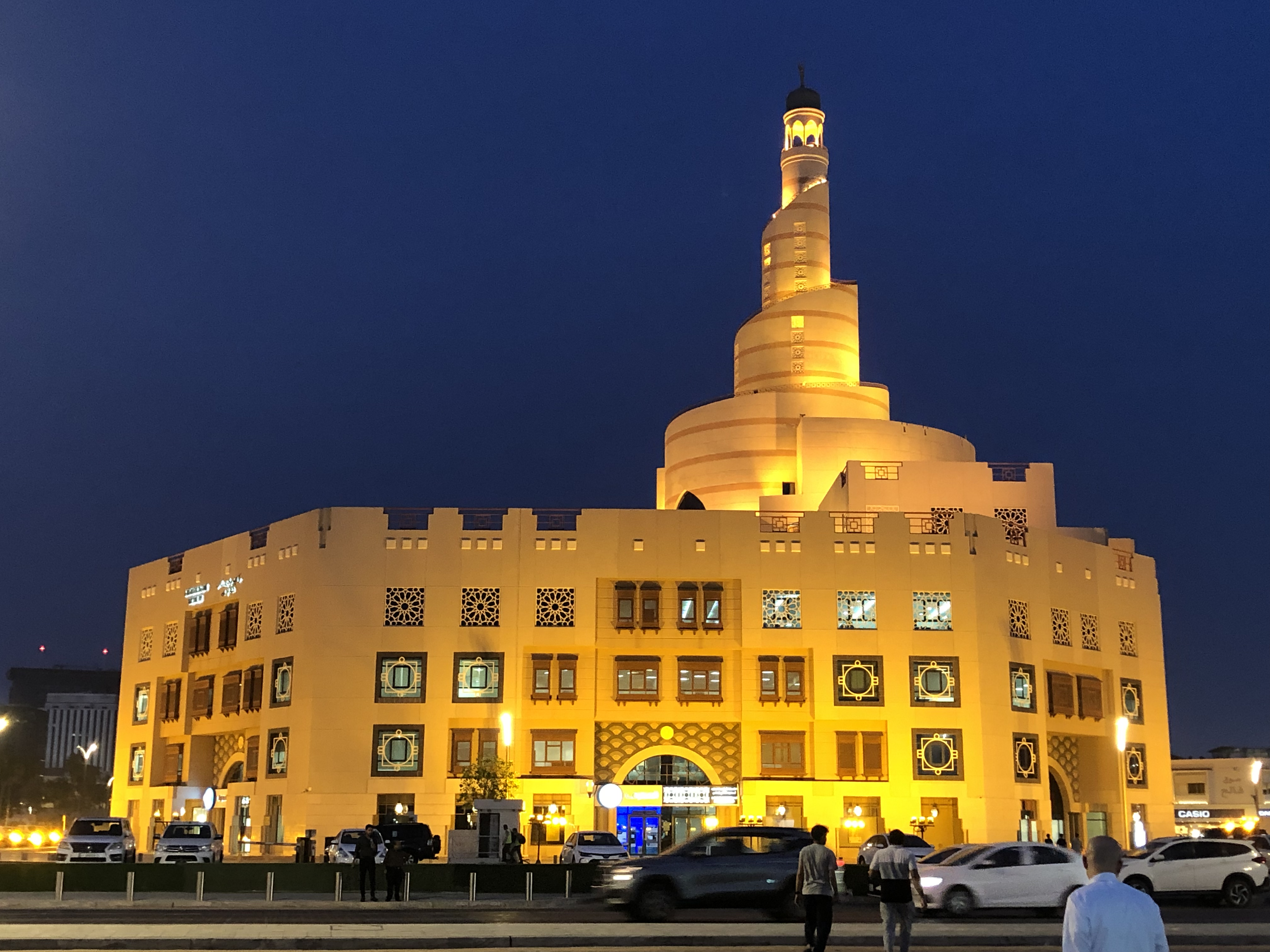
Souq Waqif Moschee am Abend

In der gesamten Stadt finden sich eine Vielzahl von Moscheen, die architektonisch von sehr schlicht bis prachtvoll und modern rangieren. Die zehn bekanntesten Moscheen sind:
- Imam Muhammad Ibn Abd Al-Wahhab Moschee: Die Moschee wurde nach dem Namen des saudischen Predigers Muhammad Ibn Abd Al-Wahhab benannt. Sie liegt im Stadtteil Jubailat und ist die nationale Freitagsmoschee von Katar.
- Hamad International Airport Moschee: Die Moschee befindet sich am Hamad International Airport und weist äußerlich die Form eines Wassertropfens auf.
- Souq Waqif Moschee: Die Moschee befindet sich im traditionellen Souq Waqif. Ihre architektonische Realisierung entspricht nicht dem im Golf vorherrschenden Stil, sondern ist eine Nachahmung der Großen Moschee von Samarra.
- Katara Moschee: Die Moschee liegt im Kulturdorf Katara.
- Education City Moschee: Die Moschee wurde vom spanischen Architekturbüro Mangera Yvars Architects entworfen.[3] Die Gebetshalle und der Sahn bietet insgesamt ca. 1.800 Gläubigen Platz für ihr Gebet. Sie ist vor allem aufgrund ihres herausstechenden Erscheinungsbilds bei Touristen als Sehenswürdigkeit beliebt.
- Musheireb Moschee: Die Moschee liegt im Stadtteil Musheireb und wird auch die Scheich-Moschee genannt.
- Universitätsmoschee: Die kleine Moschee befindet sich auf dem Campus der Universität von Katar und wurde 1985 ihrer Bestimmung übergeben.
- Pearl Qatar Moschee: Die kleine Moschee liegt auf der künstlichen Insel The Pearl.
- Al Rayyan Moschee.
- Al Qebab Moschee.

2008 bekam Doha erstmals eine katholische Kirche, „Unserer lieben Frau vom Rosenkranz“ geweiht, die elf bis zwölf Millionen Euro kostete. Es handelt sich dabei um das erste christliche Gotteshaus im Land seit den islamischen Eroberungen. In ihr finden Messen auf Arabisch, Englisch, Italienisch, Spanisch und weiteren Sprachen statt.

### Museen

Nationalmuseum von Katar

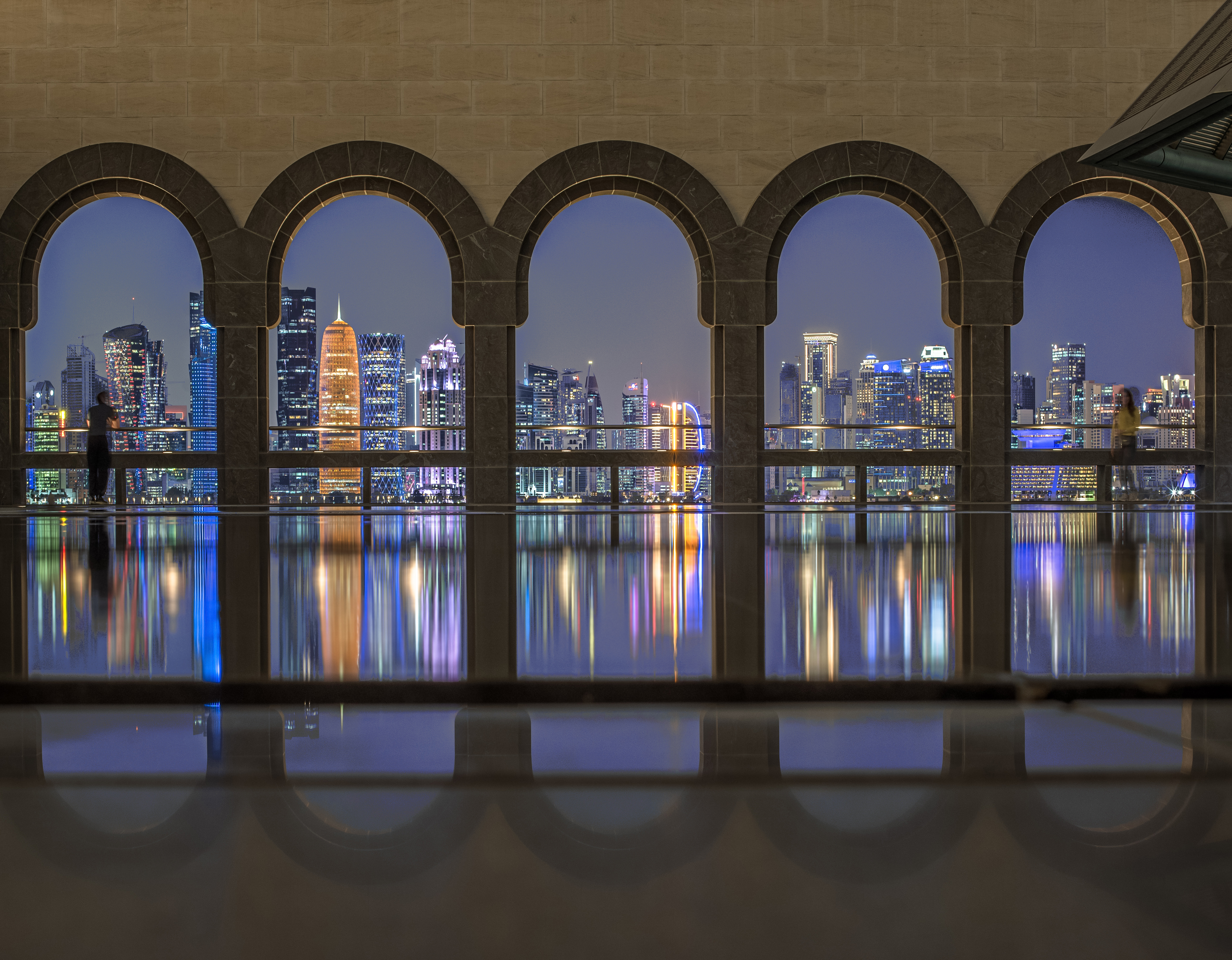
Der Blick auf die Skyline vom Museum für Islamische Kunst

Das Nationalmuseum von Katar wurde zunächst 1975 im ehemaligen Herrscherpalast eröffnet. Es wurde später durch einen von Jean Nouvel entworfenen Neubau in Form einer Sandrose an der Corniche ersetzt und ist seit dem 28. März 2019 für die Öffentlichkeit zugänglich. In insgesamt elf Ausstellungsräumen werden auf über 40.000 Quadratmetern Ausstellungsstücke zur Geschichte Katars gezeigt.
Ende 2008 wurde das markant am Hafeneingang liegende Museum of Islamic Art (MIA) eröffnet. Dessen Sammlung islamischer Kunst gilt als herausragend, mit 45.000 Quadratmetern Ausstellungsfläche ist es eines der größten Museen der Welt. Das eigenwillige verschachtelte Gebäude wurde von Ieoh Ming Pei entworfen, die Innenausstattung von Jean-Michel Wilmotte.
Im Arabischen Museum für moderne Kunst (MATHAF), gegründet 2010, werden Werke der modernen und zeitgenössischen Kunst von arabischen Künstlern ausgestellt. Die Sammlung umfasst über 9000 Kunstwerke.
Das 3-2-1 Olympische und Sport-Museum Katar (QOSM) zeigt in sieben Galerien und in Wechselausstellungen verschiedene Themenbereiche rund um Sport und die olympischen Spiele.
Die Feuerwache ist ein neunmonatiges Gastprogramm von September bis Juni, bei dem Künstler, die in Katar wohnen, in einem der fünf Stockwerke des Gebäudes der Feuerwache Atelierflächen beziehen. Im Gebäude befindet sich die Garagen-Galerie mit wechselnden Ausstellungen.

## Entwicklung des Stadtbildes

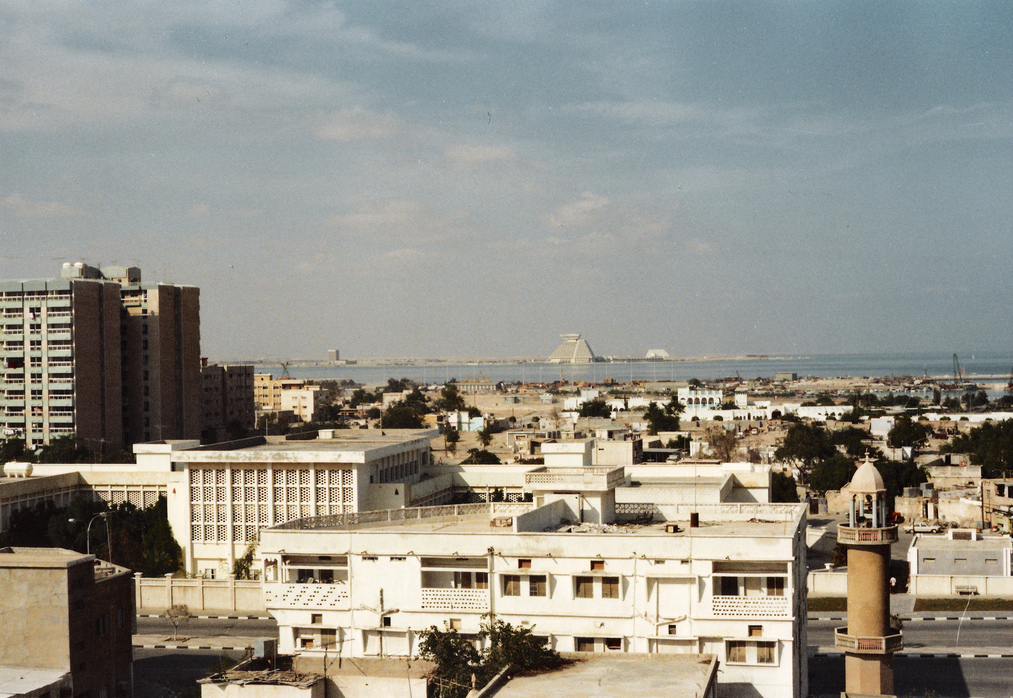
Doha in den 1980er Jahren

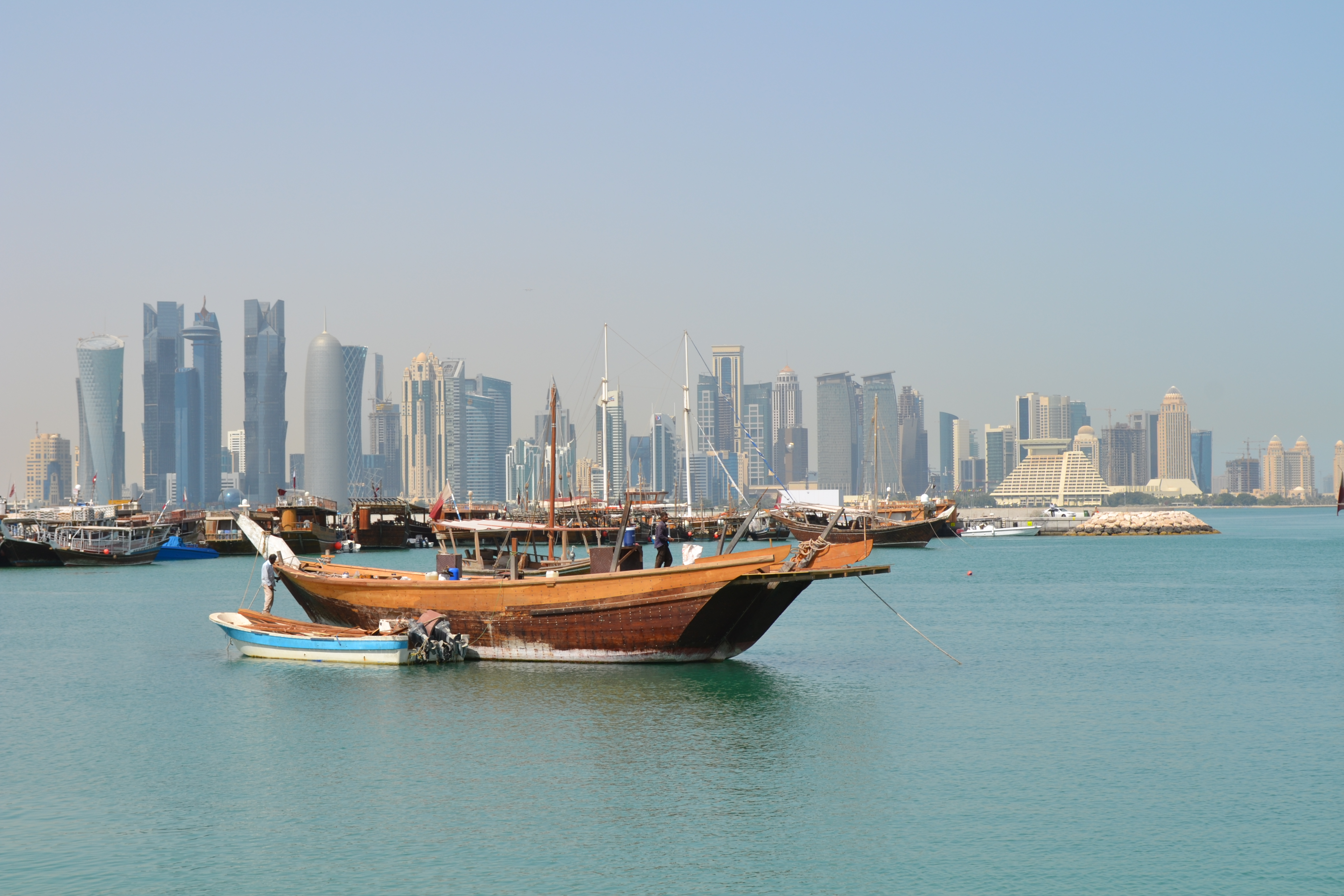
Schiff vor der Skyline von Doha, 2013

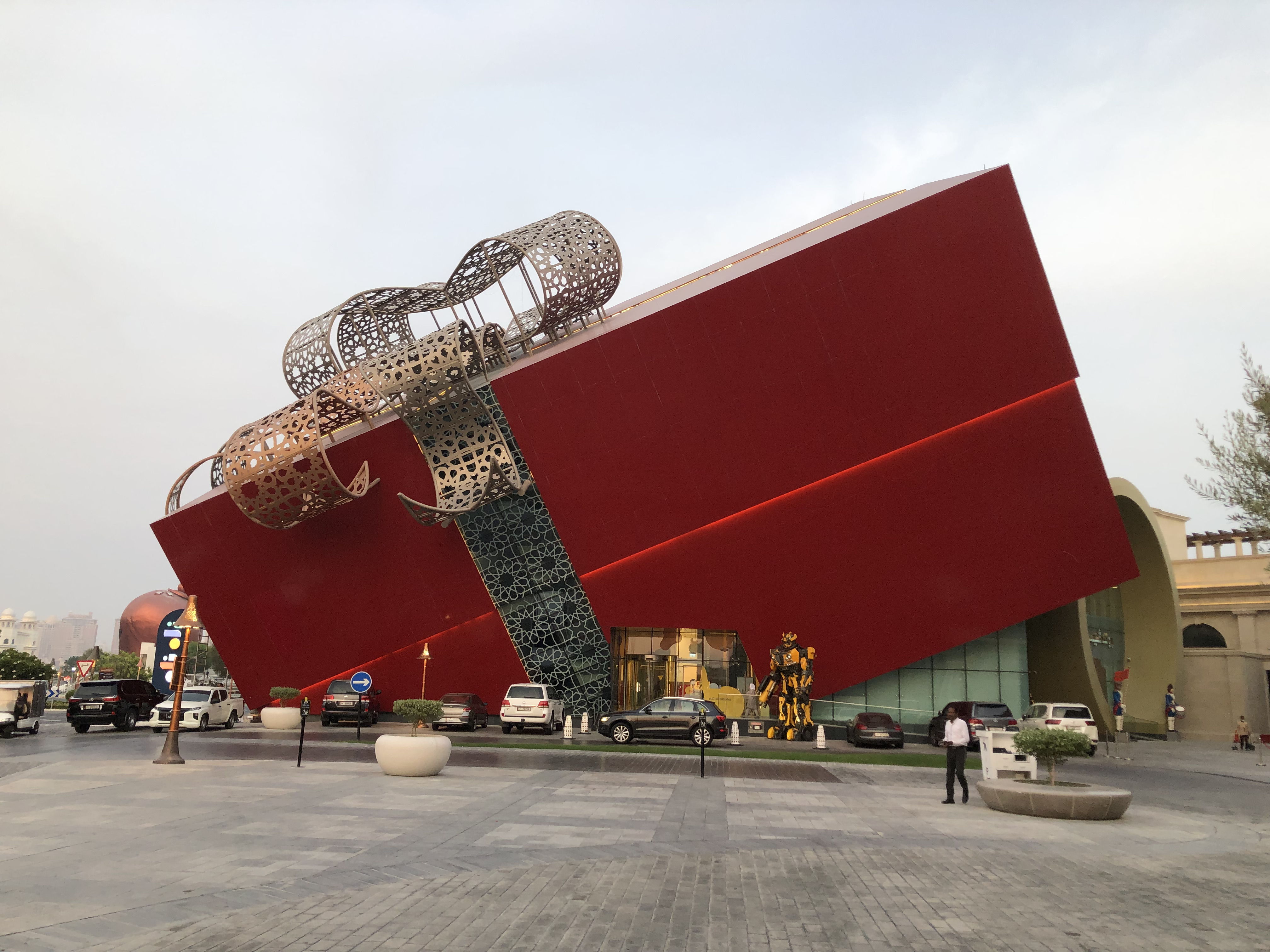
Kulturviertel Katara, 2023

Wie in vielen größeren Städten am Persischen Golf wird auch die Skyline Dohas zunehmend von meist solitären Hochhäusern dominiert, teilweise mit markanten arabischen Stilzitaten. Dazu werden immer mehr eher niedrige Wohnbauten in die Fläche gebaut. Die ältere historisch eher unbedeutende Bausubstanz wird durch Neubautätigkeit reduziert. Begrünt sind meist nur die Straßen, kleine Plätze und Verkehrsinseln in Küstennähe.
Die von kleinen Parkanlagen gesäumte östliche Corniche zieht sich etwa sechs Kilometer entlang der halbkreisförmigen Bucht. Das sich nördlich anschließende Tourismusgebiet wird von zwei besonderen Projekten markiert: der von Kanälen durchzogenen Buchten- und Villenlandschaft „West Bay Complex“ und dem für 30.000 Bewohner konzipierten kurz vor der Küste aufgeschütteten Eiland The Pearl. Ein weiteres, wesentlich größeres Entwicklungsvorhaben nördlich entlang der Küste außerhalb Dohas ist Lusail City, geplant zur Aufnahme von 200.000 Menschen.
Um der weiteren, zunächst recht planlosen Ausdehnung im Inneren Dohas eine städtebauliche Richtung zu geben, wurde von 2000 an ein Masterplan aufgestellt. Kern des innerstädtischen Entwicklungsgebiets sind ein Mehrzweck-City-Center mit 129.000 Quadratmetern Einkaufsfläche, ein großes Hotel, je vier Büro- und Wohnhochhäuser und 2500 Parkplätze. Hinzu soll eine offene Verkaufs- und Unterhaltungszone mit Kaufhäusern und Marken-Outlet-Geschäften sowie Restaurants, Kinos, Eislaufring, Bowlingbahnen usw. kommen. Die Architekten wurden beauftragt, eine besonders „einkaufsfreundliche“ Suq-Bauweise zu bevorzugen. Das soll mit speziellen Dach- und Fassadenkonstruktionen und durchgängigen Arkaden erreicht werden, die die Sonne aus den Gassen fernhalten.[veraltet]

## Politik
Obwohl Katar eine absolute Monarchie ist, gibt es eine kommunale Selbstverwaltung. Dieses Prinzip wurde bereits in Kuwait eingeführt. Am 1. April 2007 wurde der 29-köpfige Stadtrat von Doha neu gewählt. Zur Wahl waren insgesamt 125 Kandidaten angetreten, unter ihnen drei Frauen. Die Wahlbeteiligung lag bei 51,1 % gegenüber 31 % 2003.

### Städtepartnerschaften
- Banjul, Gambia (2011)[12]

## Wirtschaft

### Wirtschaftliche Zukunft
Obwohl Katar kein baldiges Ende der Erdöl- und Erdgasgewinnung voraussieht, ist man bereits jetzt bestrebt, private und öffentliche Investitionen in andere Wirtschaftsbereiche fließen zu lassen. Doha soll sich als Sport-, Freizeit-, Finanz- und Bildungszentrum entwickeln – damit tritt es in Konkurrenz zu Dubai und Abu Dhabi.

#### Finanzplatz
Die 2005 gegründete Freihandelszone Qatar Financial Centre (QFC) soll ein Umfeld für internationale Regulierungsstandards im Finanzsektor schaffen. Ebenso bemüht sich Katar um strategische Partnerschaften mit europäischen Börsen, um die bisher unbedeutende Regionalbörse (Qatar Stock Exchange) in die globalen Märkte einzuführen.  

#### Gesundheit
Auch das Medizingeschäft und der im Nahen Osten bedeutende Gesundheitstourismus werden bedient: Bis 2012 sollten drei neue Medizinzentren und Spezialkliniken eröffnen. 

#### Tourismus
Der Tourismus ist in Doha in voller Entwicklung: Von 2008 bis 2010 sollte sich die Zahl der Hotelzimmer von 6084 auf 13.000 mehr als verdoppeln. Die Auslastung der Beherbergungsstätten war im Jahr 2008 mit 69 % noch steigerungsfähig, dies möchte man u. a. durch den Bau eines großen Konferenz- und Ausstellungszentrums erreichen.

## Verkehr
Der Hamad International Airport ist der internationale Verkehrsflughafen in Doha; er ersetzt den bisherigen Doha International Airport, welcher im Mai 2014 für den Linienverkehr geschlossen wurde.
Seit 2019 gibt es in Doha mit der Doha Metro ein fahrerloses U-Bahn-Netz, welche durch drei voneinander getrennte Straßenbahnnetze ergänzt wird. Sie hat drei Linien, zentraler Umsteigepunkt ist der Bahnhof Msheireb. Am nördlichen Endpunkt der roten Linie, in Lusail, schließt die Stadtbahn Lusail an, welche aktuell aus einer Linie besteht, allerdings auf vier Linien mit einer Streckenlänge von 28 Kilometern ausgebaut werden soll. Im Stadtteil Msheirib verkehrt die Straßenbahn Doha auf einem ca. 2 km langen Rundkurs, der von vielen Touristen genutzt wird und an der Haltestelle Al Mariah Street mit der Station Msheireb der U-Bahn verbunden ist. Im Stadtteil Education City im Westen der Stadt existiert außerdem ein weiteres Straßenbahnnetz, welches aktuell aus drei Linien besteht.
Die U-Bahn und die Straßenbahnen werden durch ein Busnetz ergänzt, welches vom Unternehmen Mowasalat betrieben wird und aktuell aus 48 Buslinien besteht, die teilweise weit in das Umland hinausreichen.

## UNO-Klimakonferenz 2012
Laut Statistiken der Weltbank ist das Erdöl-Emirat Katar derzeit das Land mit dem weltweit höchsten CO2-Ausstoß pro Kopf der Bevölkerung. Trotzdem fand die UN-Klimakonferenz 2012 in der Hauptstadt Doha statt. Die Durchführung der Konferenz im Land mit dem weltweit höchsten CO2-Ausstoß pro Kopf wird verschiedentlich als Scheitern der weltweiten Klimaschutzpolitik gemäß dem Emissions Gap Report 2012 des UNO-Umweltschutzprogramms UNEP gewertet.

## Sehenswürdigkeiten
- Museum für Islamische Kunst, Doha
- Arabisches Museum für moderne Kunst
- The Pearl
- Doha Corniche

## Klima
In Doha herrscht, wie im Rest des Landes, heißes Wüstenklima. Die Luftfeuchtigkeit sinkt im Laufe des Frühjahrs und steigt zum Herbst wieder an. Der Sommer in Doha ist außerordentlich lang und heiß. Es kommt nicht selten vor, dass die Temperatur auf über 50 °C ansteigt. Im Winter bewegen sich die Temperaturen im Bereich von 20 °C.
Generell ist es in Doha relativ trocken. Es kommt lediglich vereinzelt zu Regengüssen, die vor allem im Frühjahr auftreten.
|                       | Jan  | Feb  | Mär  | Apr  | Mai  | Jun  | Jul  | Aug  | Sep  | Okt  | Nov  | Dez  |   |      |
| Mittl. Tagesmax. (°C) | 21,7 | 23,0 | 26,8 | 31,9 | 38,2 | 41,2 | 41,5 | 40,7 | 38,6 | 35,2 | 29,5 | 24,1 | ⌀ | 32,7 |
| Mittl. Tagesmin. (°C) | 12,8 | 13,7 | 16,7 | 20,6 | 25,0 | 27,7 | 29,1 | 28,9 | 26,5 | 23,4 | 19,5 | 15,0 | ⌀ | 21,6 |
|                       |      |      |      |      |      |      |      |      |      |      |      |      |   |      |
| Niederschlag (mm)     | 13   | 17   | 16   | 9    | 4    | 0    | 0    | 0    | 0    | 1    | 3    | 12   | Σ | 75   |
|                       |      |      |      |      |      |      |      |      |      |      |      |      |   |      |
| Sonnenstunden (h/d)   | 7,9  | 8,0  | 7,8  | 9,1  | 10,5 | 11,4 | 10,5 | 10,6 | 10,2 | 9,8  | 9,2  | 7,8  | ⌀ | 9,4  |
|                       |      |      |      |      |      |      |      |      |      |      |      |      |   |      |
| Wassertemperatur (°C) | 19   | 19   | 24   | 28   | 29   | 29   | 30   | 31   | 29   | 27   | 25   | 24   | ⌀ | 26,2 |
|                       |      |      |      |      |      |      |      |      |      |      |      |      |   |      |
| Luftfeuchtigkeit (%)  | 71   | 70   | 63   | 52   | 44   | 41   | 49   | 55   | 62   | 63   | 66   | 71   | ⌀ | 58,9 |

| 12,8 |

| 13,7 |

| 16,7 |

| 20,6 |

| 25,0 |

| 27,7 |

| 29,1 |

| 28,9 |

| 26,5 |

| 23,4 |

| 19,5 |

| 15,0 |

| 12,8 |

| 13,7 |

| 16,7 |

| 20,6 |

| 25,0 |

| 27,7 |

| 29,1 |

| 28,9 |

| 26,5 |

| 23,4 |

| 19,5 |

| 15,0 |

## Söhne und Töchter der Stadt
- Mohamed bin Hammam (* 1949), Unternehmer und Fußballfunktionär
- Hamad bin Chalifa Al Thani (* 1952), Politiker, von 1995 bis 2013 Staatsoberhaupt von Katar
- Hessa al-Jaber, Ingenieurin und Politikerin
- Abdullah bin Chalifa Al Thani (* 1959), Politiker, von 1996 bis 2007 Premierminister von Katar
- Saad Scharida Al-Kaabi (* 1966), Politiker
- Nasser Al-Attiyah (* 1970), Sportschütze und Rallyefahrer
- Nasser Al-Khelaifi (* 1973), Geschäftsmann und Tennisspieler
- Tamim bin Hamad Al Thani (* 1980), Politiker, seit 2013 Staatsoberhaupt von Katar
- Rashid Shafi al-Dosari (* 1981), Diskuswerfer
- Al-Mayasa bint Hamad bin Khalifa Al Thani (* 1983), Vorsitzende der Museumsbehörde des Emirates Katar
- Hamid Ismail (* 1987), Fußballspieler
- Ali Afif (* 1988), katarisch-tansanianischer Fußballspieler
- Khalfan Ibrahim (* 1988), Fußballspieler
- Rashid al-Mannai (* 1988), Leichtathlet
- Hassan al-Haydos (* 1990), Fußballspieler
- Saad al-Sheeb (* 1990), Fußballspieler
- Abdulaziz Hatem (* 1990), Fußballspieler
- Ismail Mohamad (* 1990), Fußballspieler
- Abdullah Marafee (* 1992), Fußballspieler
- Al-Mahdi Ali Mukhtar (* 1992), Fußballspieler
- Ahmed Alaaeldin (* 1993), Fußballspieler
- Ahmed Fatehi (* 1993), katarisch-ägyptischer Fußballspieler
- Abdelkarim Hassan (* 1993), Fußballspieler
- Noor al-Malki (* 1994), Leichtathletin
- Ahmed Yasser (* 1994), Fußballspieler
- Mousa Shanan Zayed (* 1994), Tennisspieler
- Mubarak Shannan Zayid (* 1995), Tennisspieler
- Ahmed Moein (* 1995), Fußballspieler
- Yousef Hassan (* 1996), Fußballspieler
- Tameem al-Muhaza (* 1996), Fußballspieler
- Abdullah al-Ahrak (* 1997), Fußballspieler
- Hamdi al-Amin (* 1997), Hochspringer
- Mohammed al-Bakri (* 1997), Fußballspieler
- Tarek Salman (* 1997), Fußballspieler
- Homam Ahmed (* 1999), Fußballspieler
- Ahmed al-Ganehi (* 2000), Fußballspieler
- Rania al-Naji (* 2000), Hammerwerferin
- Tameem al-Abdullah (* 2002), Fußballspieler
- Mahdi Salem (* 2004), Fußballspieler
- Rashed Nawaf (* 2005), Tennisspieler